# Compagnie du chemin de fer de Paris à Orléans

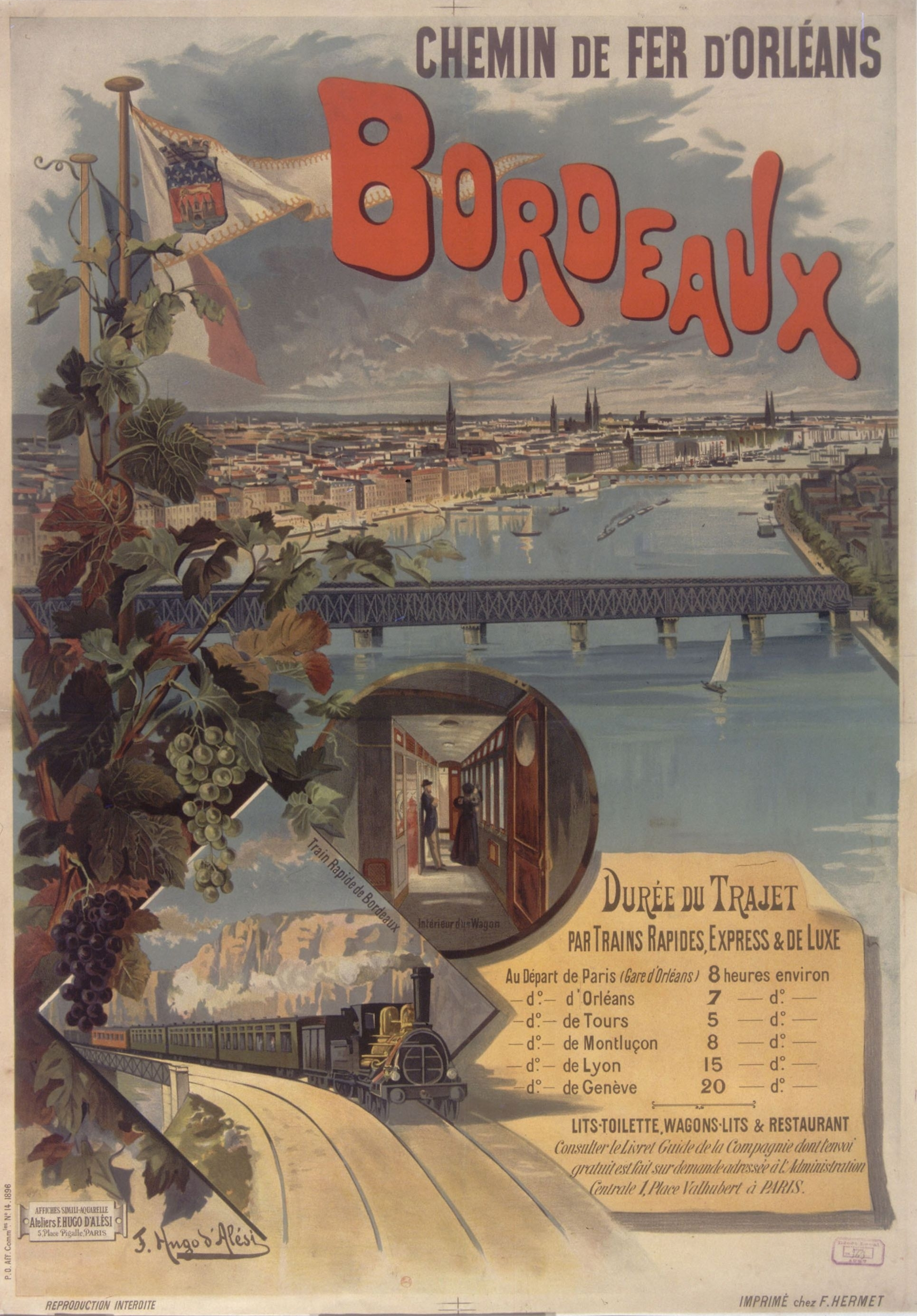
Werbeplakat der PO aus dem Jahr 1897: In 8 Stunden von Paris nach Bordeaux

Die Compagnie du chemin de fer de Paris à Orléans, abgekürzt PO oder P.O., war ein 1838 gegründetes, privatrechtlich organisiertes französisches Eisenbahnunternehmen. Sie betrieb ein zu seiner größten Ausdehnung rund 7800 km langes Streckennetz, das sich von Paris gen Westen und Südwesten erstreckte. 1934 schloss sich die PO mit der Chemins de fer du Midi zusammen. Die kombinierte PO-Midi wurde zum 1. Januar 1938 Teil der staatlichen SNCF.

## Geografische Lage

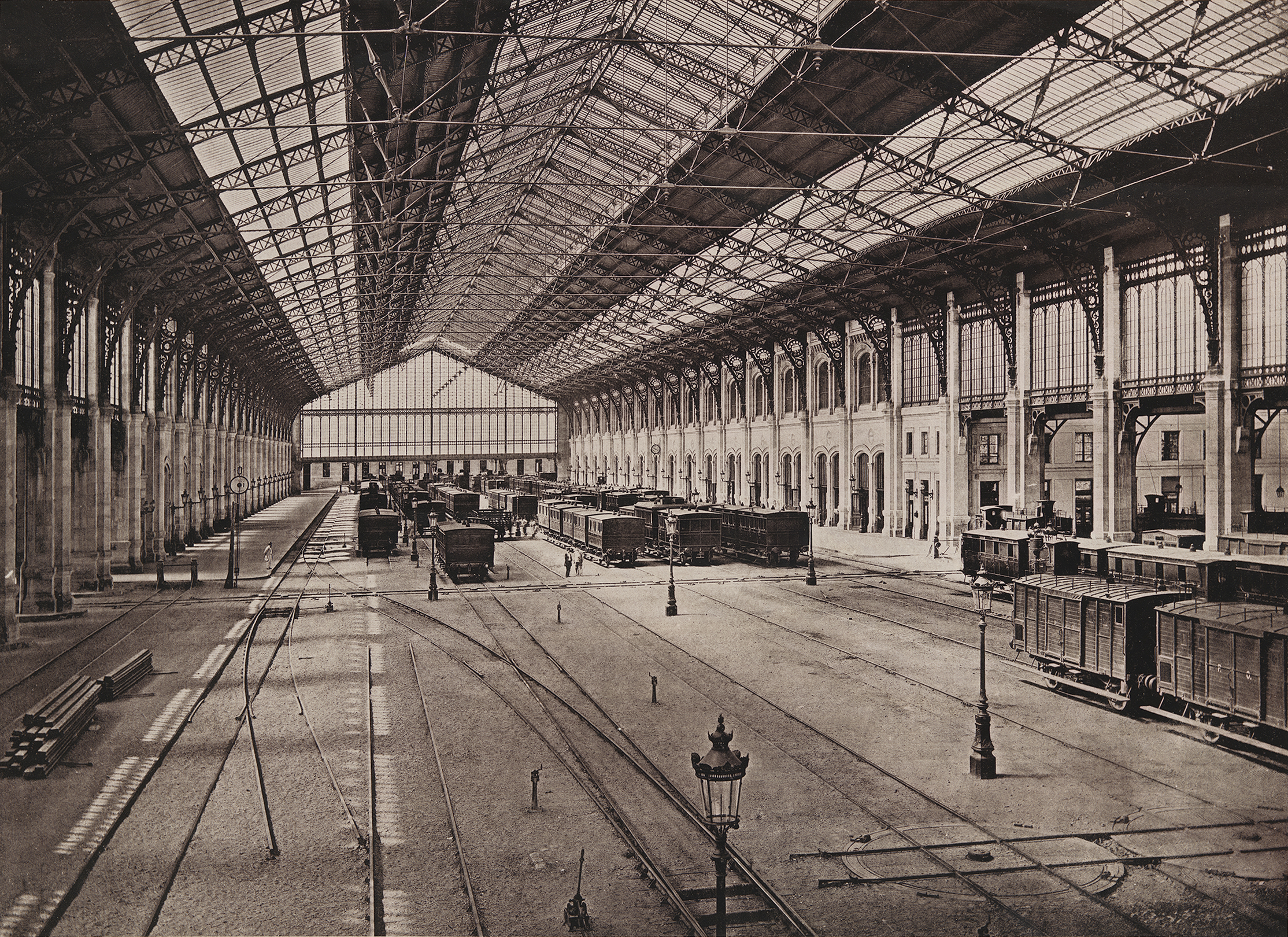
Pariser Ausgangsbahnhof Gare d’Orléans (1883)

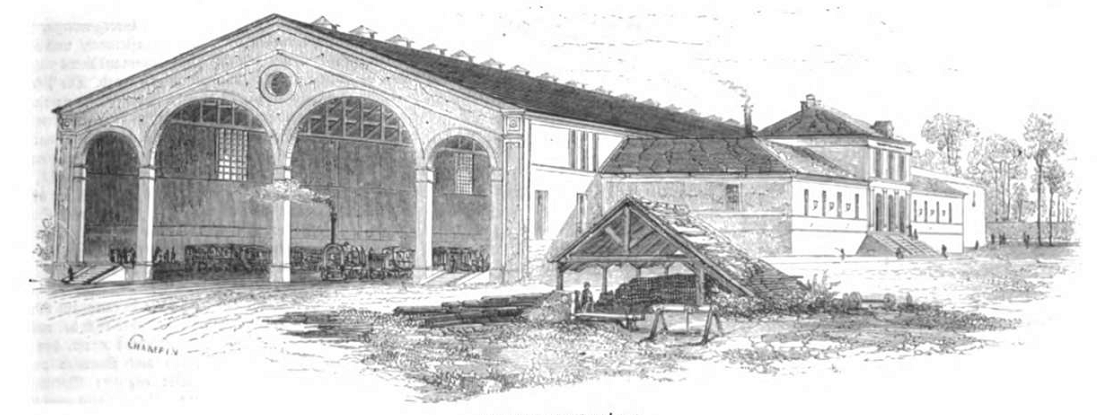
Erster Bahnhof in Orléans (1843)

Das Netz der PO erstreckte sich im Gebiet der Loire und Garonne nach Orléans und Tours. Von hier führten Zweigstrecken nach Vendôme, Le Mans, zur Atlantikküste über Angers, Nantes, St. Nazaire bis Landerneau, südlich bis Villefranche, Clermont-Ferrand und Toulouse, südwestlich über Poitiers und Angoulême nach Bordeaux.

## Geschichte

### Anfänge
Das Unternehmen wurde am 13. August 1838 in der Rechtsform einer Aktiengesellschaft gegründet und war mit einem Startkapital von 40 Mio. Francs ausgestattet. Die Gesellschaft erhielt eine auf 70 Jahre verliehene Konzession, eine Eisenbahnstrecke zwischen den Städten Paris und Orléans zu errichten und zu betreiben. In den folgenden Jahren setzte sie die Konzession um. Am 2. Mai 1843 wurde die Bahnstrecke Paris–Orléans eingeweiht. Mit 114 km war sie die damals längste Eisenbahnstrecke Frankreichs.

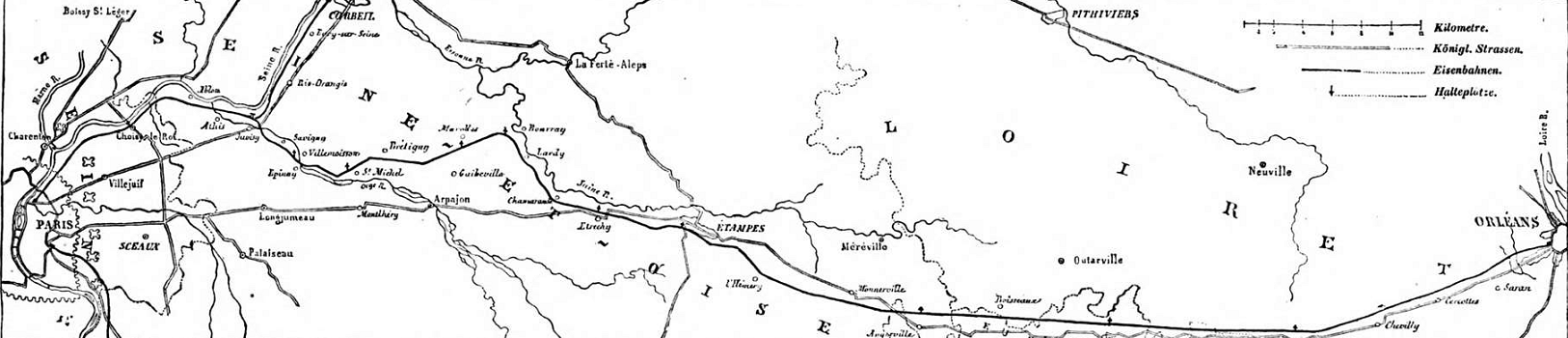
Karte von 1843 der ersten Strecke

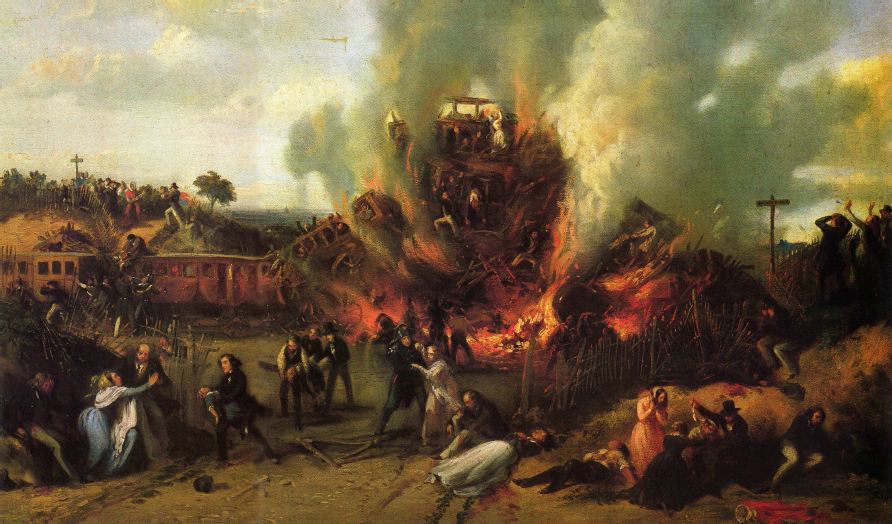
Zeitgenössische Darstellung des Eisenbahnunfalls von Versailles

Ausgangspunkt der Strecke war der am 2. Mai 1843 eröffnete Pariser Bahnhof Embarcadère d’Orléans, dessen Nachfolger Gare d’Orléans heute Gare d’Austerlitz heißt.
In die Anfangszeit der Bahn fiel einer der schwersten Eisenbahnunfälle des 19. Jahrhunderts, als 1842 nach einem Achsbruch der Dampflokomotive ein Zug entgleiste und in Brand geriet. Mehr als 50 Menschen starben.

### Entwicklung bis zum Ersten Weltkrieg

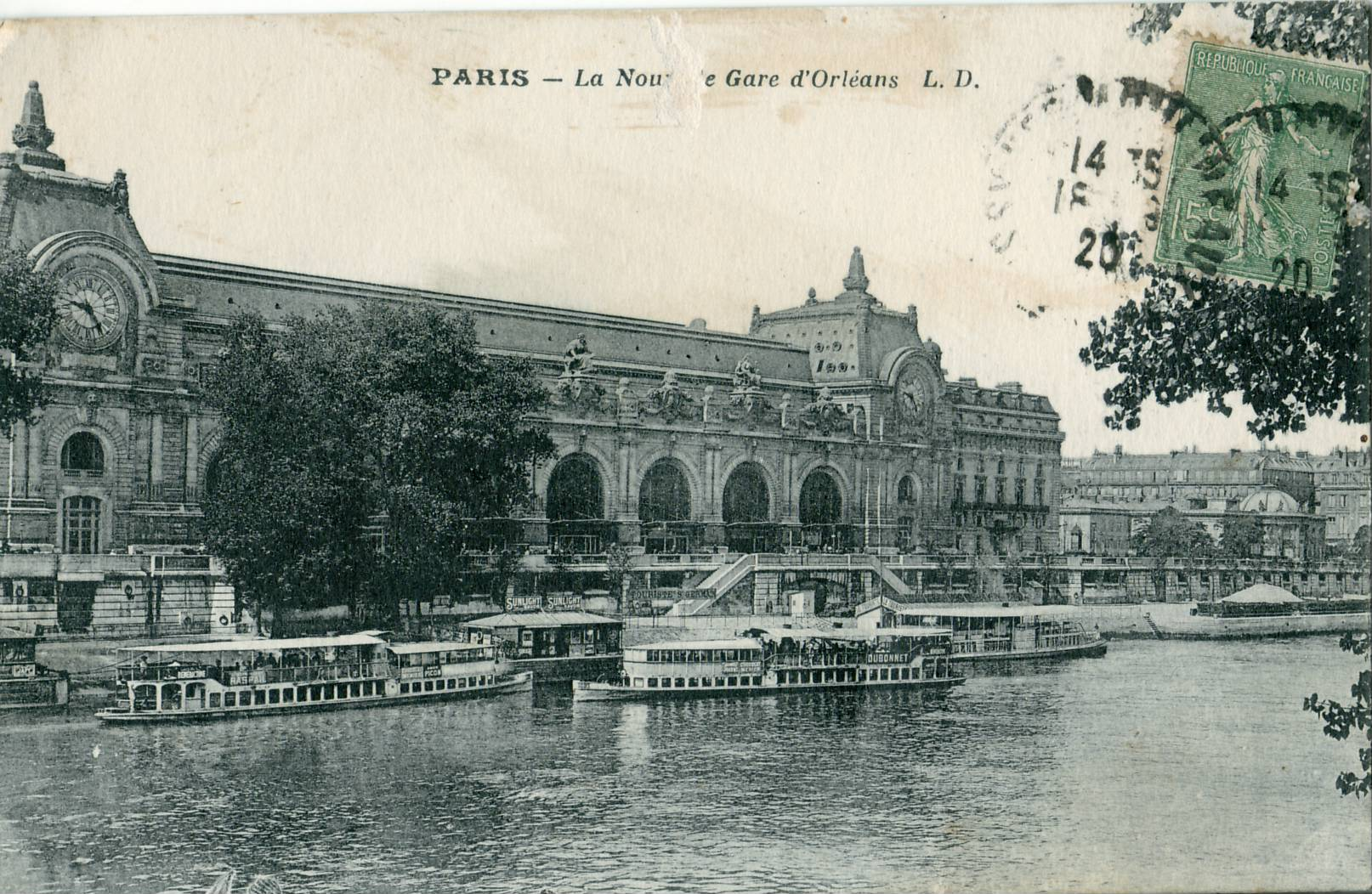
Gare d’Orsay um 1920

Mit staatlicher Unterstützung übernahm die PO am 27. März 1852 mehrere konkurrierende Bahnen. Es handelte sich dabei um die:
- Compagnie du Centre
- Compagnie du chemin de fer de Tours à Nantes
- Compagnie du chemin de fer d’Orléans à Bordeaux
- 1853 folgte noch die Übernahme der Compagnie du chemin de fer de Paris à Sceaux.

Mit diesen Zusammenschlüssen hatte die PO fast ihre endgültige Ausdehnung erreicht. Von 1852 bis 1934 war sie nach der Compagnie des chemins de fer de Paris à Lyon et à la Méditerranée (PLM) damit die zweitgrößte Privatbahn Frankreichs. Sie hatte ihren Sitz der Verwaltung in Paris.
1892 schlossen die PO und der französische Staat einen Vertrag über den Betrieb wirtschaftlich unrentabler Bahnstrecken. Die PO verpflichtete sich, den Betrieb dort aufrechtzuerhalten, der Staat garantierte den Aktionären der Gesellschaft im Gegenzug die Mindesthöhe ihrer Dividende.

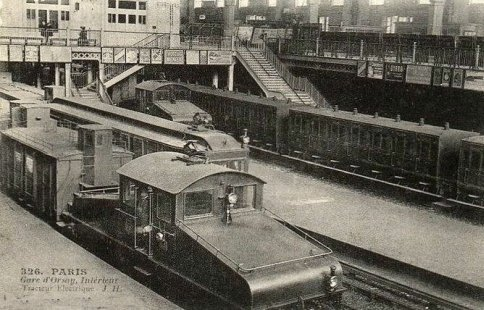
Elektrolokomotive für den Betrieb an seitlicher Stromschiene der Pariser Tunnelstrecke zum Gare d’Orsay

Am 28. Mai 1900 wurde die Pariser Strecke anlässlich der Weltausstellung jenes Jahres unterirdisch bis zum zentraler gelegenen neuen Endpunkt Gare d’Orsay verlängert. Nachdem die PO ihre 1895 eröffnete erste Tunnelstrecke zwischen den Bahnhöfen Denfert-Rochereau und Luxembourg der Vorortbahn Ligne de Sceaux noch für den Betrieb mit Dampflokomotiven eingerichtet hatte, kamen im neuen Tunnel erstmals – und ausschließlich – Elektrolokomotiven zum Einsatz. Die Stromzufuhr erfolgte über seitliche Stromschienen, die verwendete Gleichspannung von 550 V wurde später auf 600 V heraufgesetzt. Unter der Leitung von Hippolyte Parodi wurde 1903 der elektrische Betrieb mit Stromschiene bis zum Vorort Juvisy-sur-Orge ausgedehnt. 1906 wurde Parodi zum Verantwortlichen für den elektrischen Betrieb der PO ernannt.

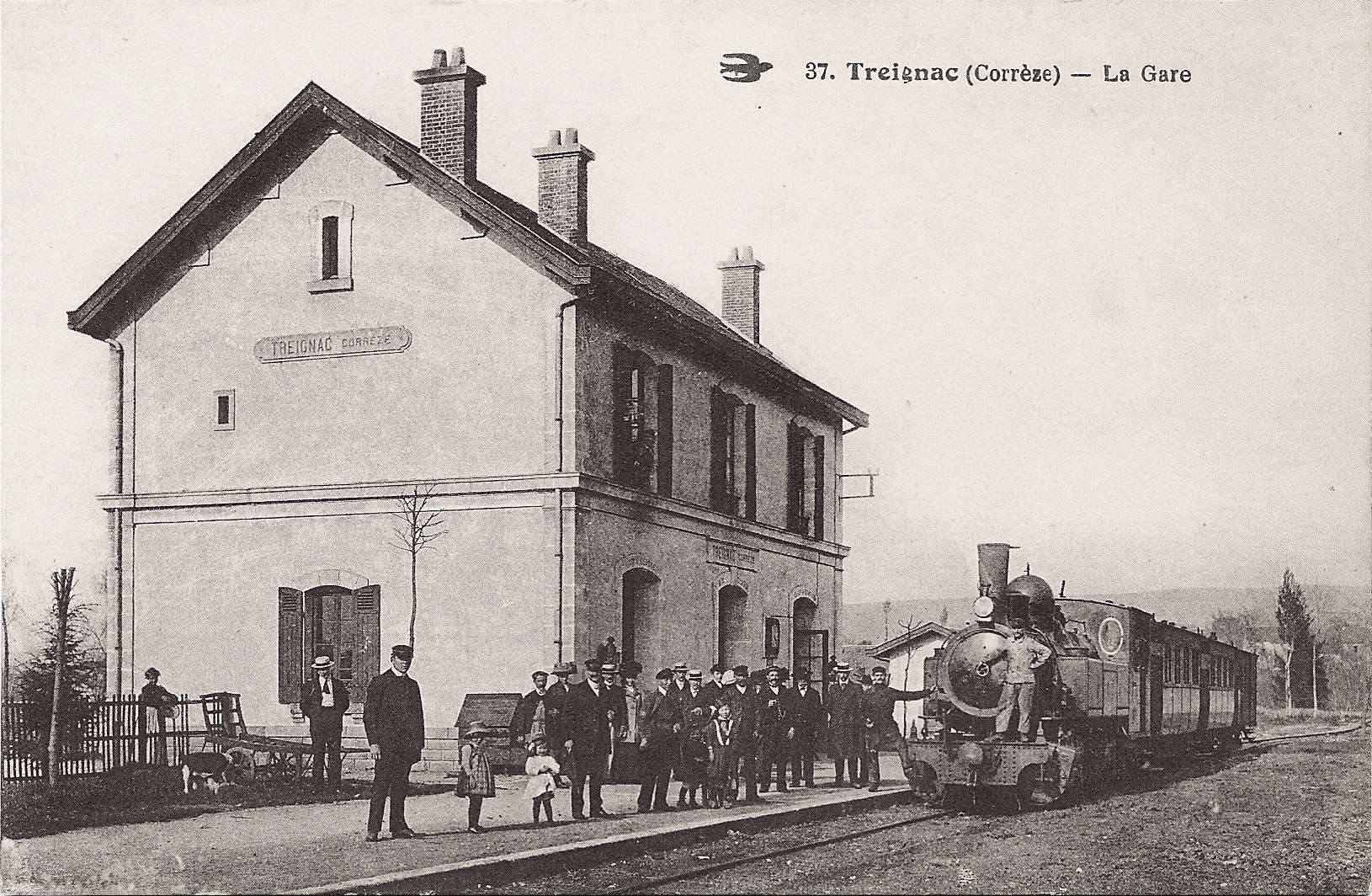
Zug der POC im Bahnhof Treignac (vor 1914)

Dem Freycinet-Plan entsprechend übernahm die PO auch den Bau und den Betrieb von Nebenbahnen in der Provinz. So nahm ihre Tochtergesellschaft Chemin de fer du PO-Corrèze (POC) am 14. Februar 1904 den Betrieb auf der meterspurigen Schmalspurbahn von Tulle nach Argentat auf.
| Netze 1912                                    | Streckenlänge |
| --------------------------------------------- | ------------- |
| Hauptnetz                                     | 5116 km       |
| Linien mit garantierter Dividende, Normalspur | 2351 km       |
| Linien mit garantierter Dividende, Schmalspur | 323 km        |
| Gesamtnetz                                    | 7790 km       |

### Elektrifizierung
Die extreme Knappheit an Kohle während des Ersten Weltkriegs – die wichtigsten Kohlenreviere waren von deutschen Truppen besetzt – führte 1917 zu ersten Überlegungen bezüglich einer Elektrifizierung von Strecken. Die Regierung schickte eine Delegation von Fachleuten – darunter Hippolyte Parodi – in die USA, wo sie entsprechende Anlagen der Norfolk and Western Railway und der Chicago, Milwaukee, St. Paul and Pacific Railroad besichtigten. Nach ihrer Rückkehr wurde am 14. November 1918 ein Komitee gegründet, das die Art der Elektrifizierung der verschiedenen französischen Netze festlegen sollte. Während eine Elektrifizierung der nord- und ostfranzösischen Strecken aus militärstrategischen Gründen verworfen wurde, befürwortete es die Elektrifizierung von Strecken (ca. 8500 km) in der Südhälfte Frankreichs und im Großraum Paris mit 1500 V Gleichspannung. Zur Vereinheitlichung der Elektrifizierung im Land wurde am 29. August 1920 die Verwendung dieser Spannung bindend vorgeschrieben. Vor dem Hintergrund dieser Anordnung verzichtete die PO auf die Ausweitung des 600-V-Stromschienenbetriebs bis Étampes.

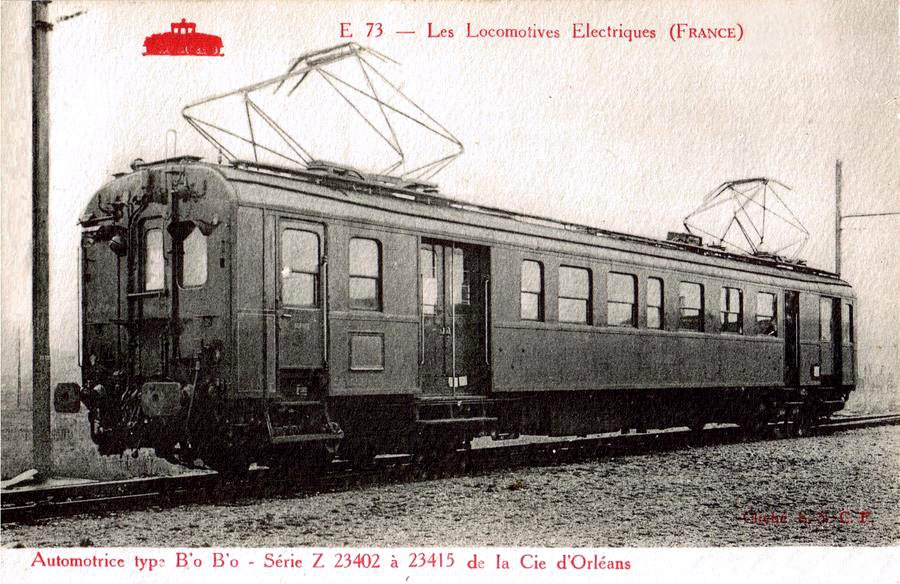
Elektrischer Triebwagen der Serie Z 23402–23415 (um 1936)

1924 wurde im Abschnitt Juvisy-sur-Orge–Étampes der Bahnstrecke Paris–Bordeaux mit der Elektrifizierung begonnen. Für die von der PO projektierten 2300 km – zunächst ging es aber nur um die am stärksten belastete Strecke ihres Netzes von Paris nach Vierzon – wurde eine Stromversorgung mit 1500 V mittels einer Oberleitung gewählt. Da der Endabschnitt zwischen Juvisy und Gare d’Orsay bereits mit Stromschienen und derselben Spannung betrieben wurde, konnten mit Dachstromabnehmern und seitlichen Schleifkontakten ausgestattete elektrische Vorortzüge ab 1927 durchgängig vom Gare d’Orsay bis Étampes verkehren. 1926 wurde das elektrisch betriebene Netz über Les Aubrais bei Orléans nach Süden bis Vierzon erweitert, 1933 von Les Aubrais in südwestlicher Richtung bis Saint-Pierre-des-Corps bei Tours.
1929 betrieb die PO ein Streckennetz von etwa 7500 km. Relativ früh setzte die Gesellschaft Triebwagen ein, 1929 besaß sie davon 93 Stück. 1935 dehnte die PO-Midi die Elektrifizierung der Bahnstrecke Les Aubrais-Orléans–Montauban-Ville-Bourbon bis Brive-la-Gaillarde und im Süden auf deren Fortsetzung Montauban–Toulouse der Bahnstrecke Bordeaux–Sète aus. Der elektrische Lückenschluss zwischen Brive und Montauban erfolgte 1943 bereits unter der Regie der Société nationale des chemins de fer français (SNCF).

### Fusion mit der Midi und Ende

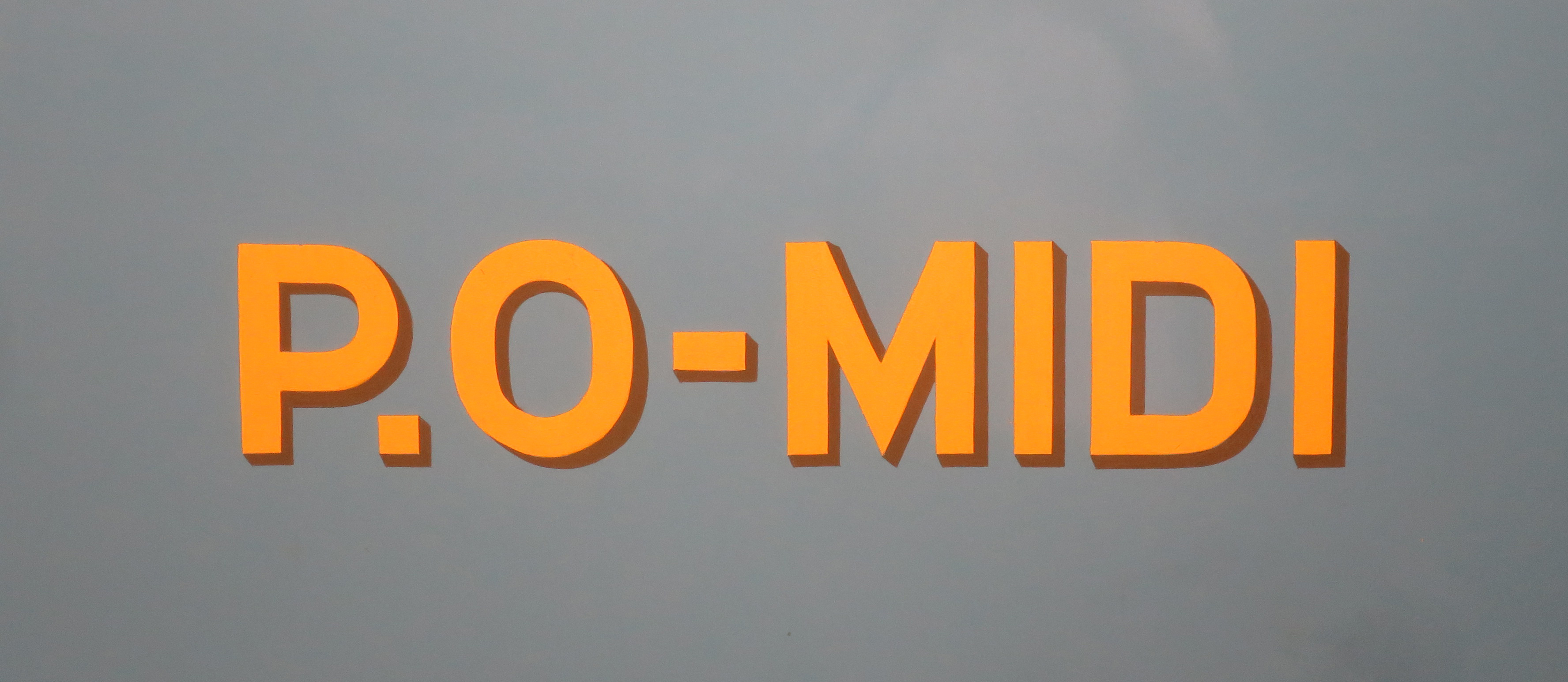
Logo der vereinigten Bahngesellschaften

1934 fusionierten die PO und die Compagnie des chemins de fer du Midi (Midi) zur Chemin de Fer de Paris à Orléans et du Midi (PO-Midi).
Die neue PO-Midi mit einem Streckennetz von knapp 12.000 km löste die PLM als bis dahin größte Privatbahn Frankreichs ab. Vier Jahre später wurde der Eisenbahnbetrieb auch der PO-Midi zum 1. Januar 1938 verstaatlicht und von der neu gegründeten SNCF übernommen.
Die PO-Midi bestand aber börsennotiert weiter. Ihr waren insbesondere zahlreiche Immobilien verblieben. Der französische Zweig der Bankiersfamilie Rothschild übernahm nach dem Zweiten Weltkrieg die Mehrheit und wandelte das Unternehmen in eine Bank- und Investmentgesellschaft mit dem Namen Paris Orléans um. Der französische und der britische Zweig der Rothschilds wandelten Paris Orléans ab 2003 in eine Holding für ihre Bank- und Unternehmensbeteiligungen um. Seit September 2015 firmiert die Holding unter Rothschild & Co.

## Fahrzeuge

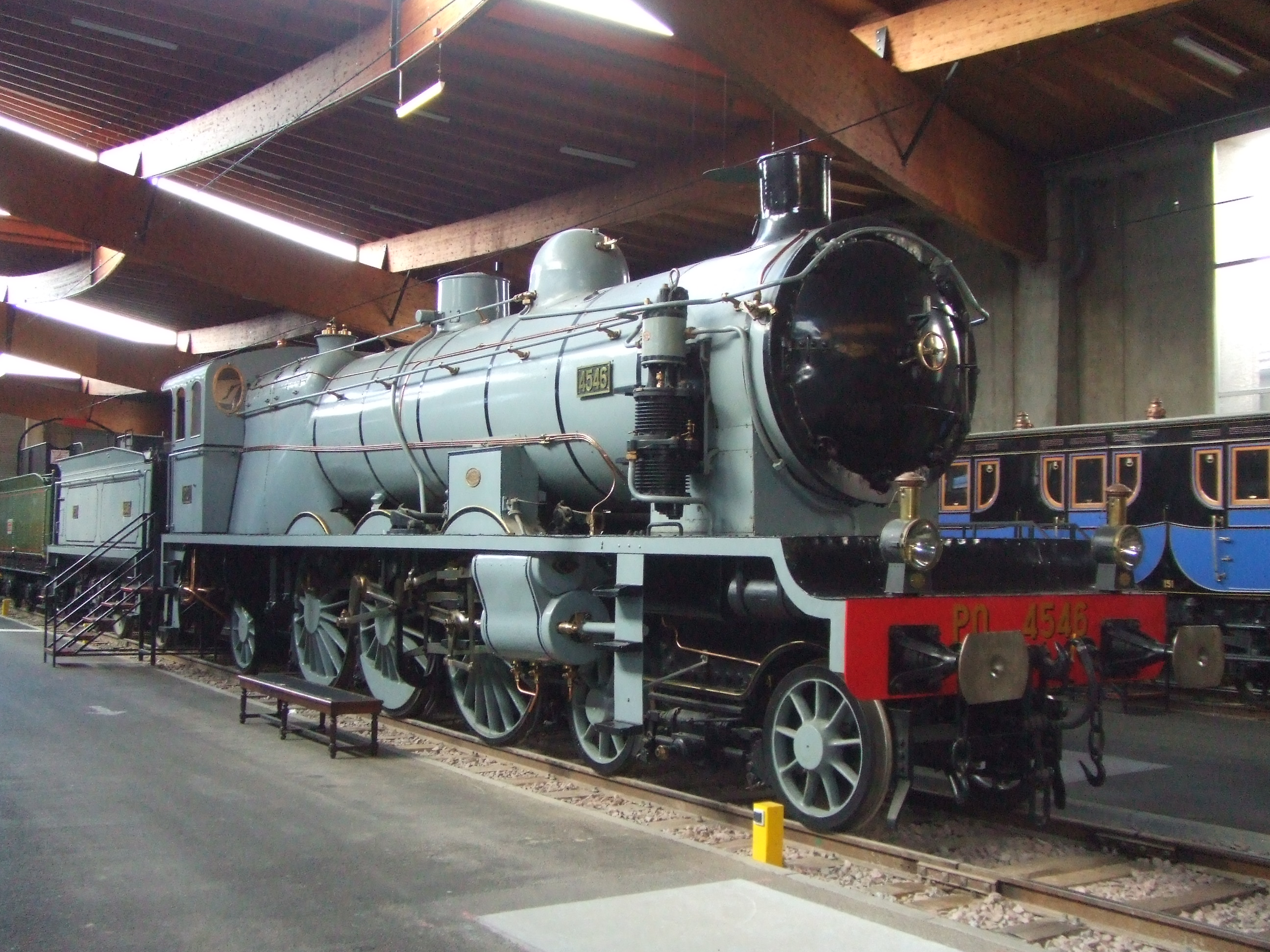
„Pacific“-Lokomotive 4546 der PO im Eisenbahnmuseum Mülhausen „Cité du Train“

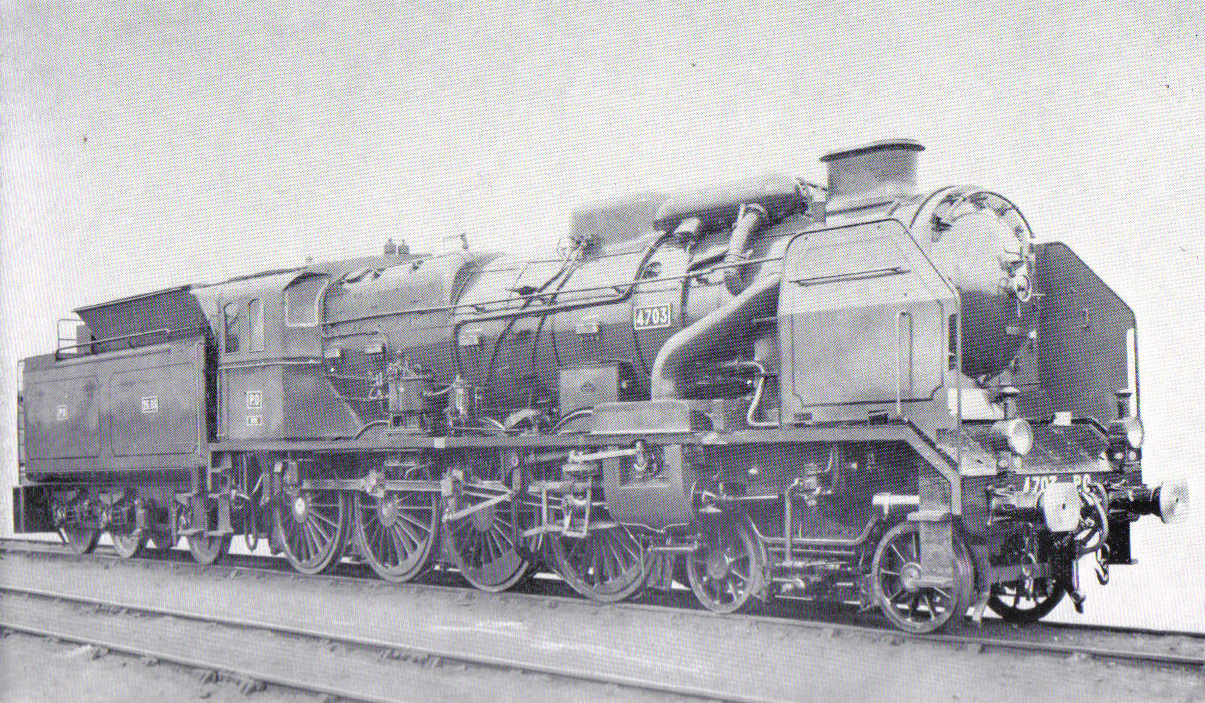
Nach André Chapelons Vorgaben aus einer 4500 (Achsfolge 2’C1’ „Pacific“) umgebaute 4703 der PO

Am 31. Dezember 1884 war die PO im Besitz von 1092 Dampflokomotiven, 2512 Personen- und 24 142 Güterwagen. 1907 kaufte die PO als erste Eisenbahngesellschaft Europas „Pacific“-Dampflokomotiven für den Schnellzugdienst.
Obwohl die PO mit der Midi zu den Pionieren der elektrischen Traktion im französischen Eisenbahnnetz gehörte, war absehbar, dass die Dampftraktion noch lange Zeit weiterbestehen würde. Es gab zu viele Nebenstrecken, deren Elektrifizierung unrentabel gewesen wäre, und der Dieselantrieb von Triebfahrzeugen hatte sich noch nicht etabliert. 1925 stellte sie mit André Chapelon einen der fähigsten Ingenieure des Dampflokomotivbaus ein. Dem Entwickler der Kylchap-Saugzuganlage gelang es, durch Umbauten die Leistung von Dampflokomotiven signifikant zu erhöhen. Dies gelang ihm zunächst 1929 mit der Lok 3566 der „Pacific“-Baureihe 3500; die später von ihm umgebaute 242 A 1 der SNCF gilt als leistungsfähigste je gebaute Dampflokomotive Europas.

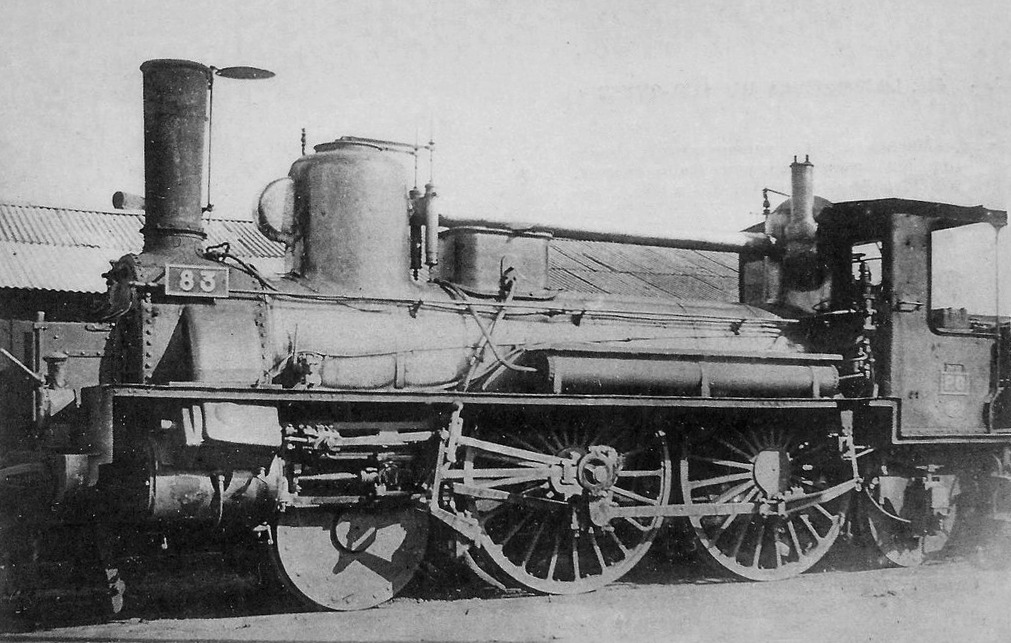
Bei der SACM in Belfort gebaute Dampflokomotive 83 der PO
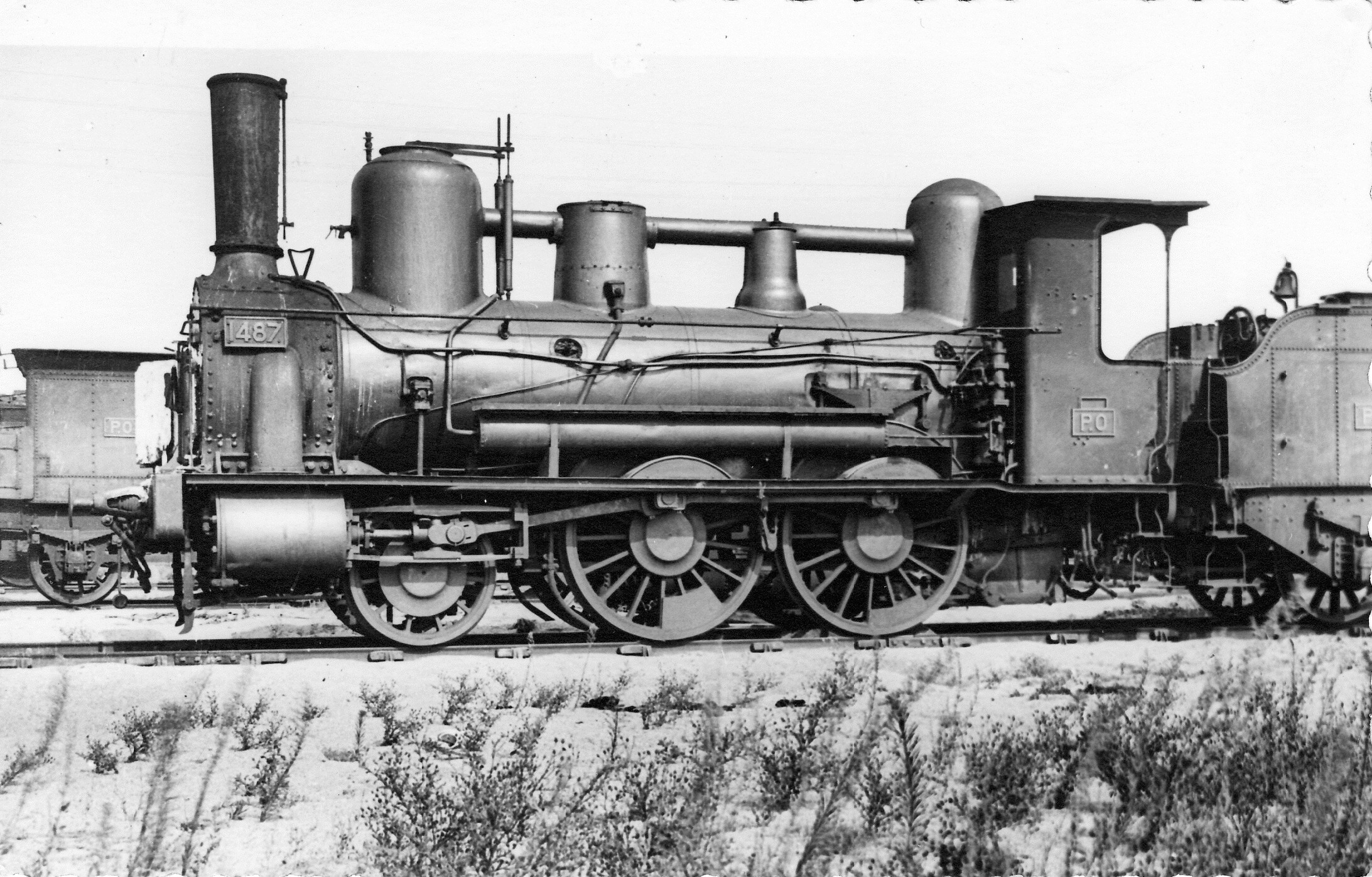
Lok 1487
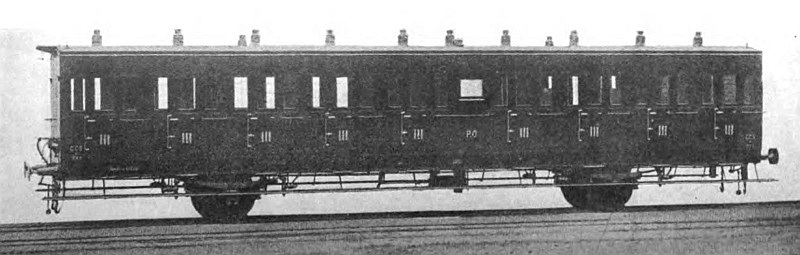
Abteilwagen 3. Klasse der Reihe CCS, 1900
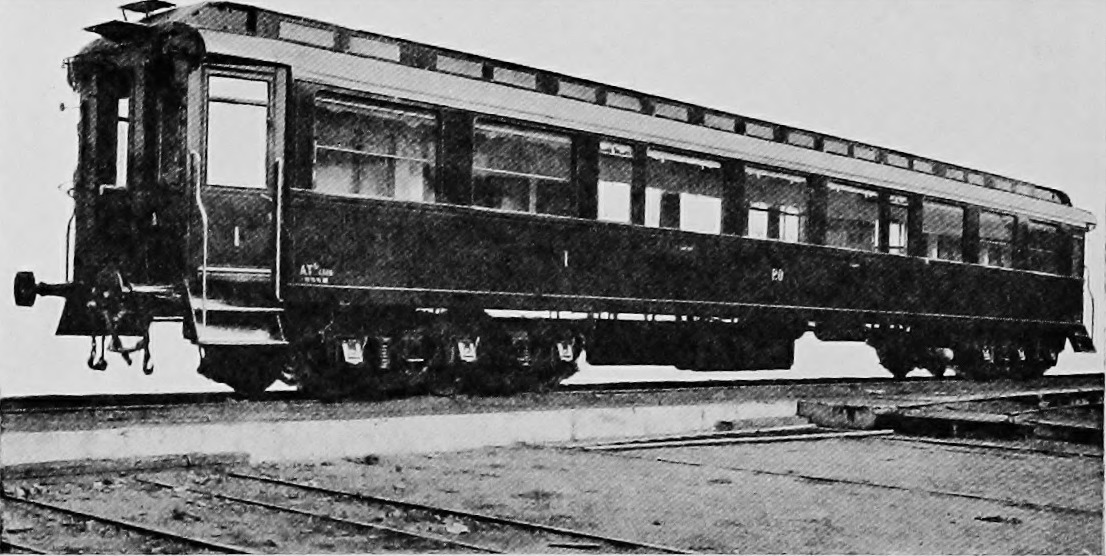
Halbmetallwagen der PO
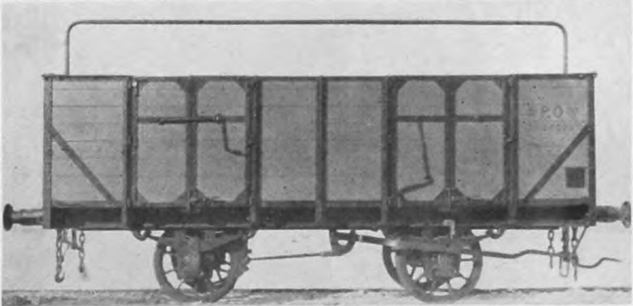
Offener Güterwagen der Reihe Ix 64001–65500, 1917